# ميلي (فلم 2022)
ميلي (بالهندية: मिली) (بالإنجليزية: Mili) هو فيلم إثارة وبقاء على قيد الحياة باللغة الهندية عام 2022 من إخراج ماثوكوتي زافيير وإنتاج باي فيو بيكتشرز وزي ستوديوز. الفيلم من بطولة جانفي كابور في الدور الرئيسي، إلى جانب ساني كوشال ومانوج باهوا. إنه إعادة إنتاج لفيلم المخرج باللغة المالايالامية هيلين عام 2019. تدور أحداث الفيلم حول ميلي نوديال، التي تعلق في ثلاجة تخزين وتكافح من أجل البقاء على قيد الحياة.
تم التصوير الرئيسي من أغسطس إلى نوفمبر 2021 في مومباي ودهرادون. تم تأليف موسيقى الفيلم بواسطة أي.أر. رحمان وكلمات كتبها جاويد أختر. تم توزيعه بواسطة زي ستوديوز وتم إصداره في دور العرض في 4 نوفمبر 2022. تلقى الفيلم آراء متباينة من النقاد وفشل في شباك التذاكر، على الرغم من أن أداء جانفي كابور تلقى الثناء، مما أكسبها ترشيحًا لجائزة فيلم فير لأفضل ممثلة. 

## حبكة
ميلي نوديال حاصلة على درجة البكالوريوس في التمريض وتحضر دورات تدريبية على أيلتس من أجل الحصول على وظيفة في الخارج، وخاصة في كندا. تعمل بدوام جزئي في مطعم يدعى "مطبخ دوون"، ويقع داخل مركز تسوق فاخر. تعيش ميلي مع والدها نيرانجان نوديال، الذي لا يوافق على ذهابها إلى كندا. دون علم نيرانجان، لدى ميلي صديق اسمه سمير كومار، الذي لا يتفق أيضًا مع خططها في كندا.
في إحدى الليالي، بينما كان سمير يأخذ ميلي إلى منزله على دراجة بخارية، أوقفتهما الشرطة وعاقبته لعدم ارتدائه خوذة أثناء القيادة والقيادة تحت تأثير الكحول، وتم إحضارهما إلى مركز الشرطة. تم استدعاء نيرانجان إلى المحطة أيضًا، وكان مستاءً للغاية من رؤية ابنته مع صبي ارتكب جريمة. لم يتحدث معها لمدة أيام. ميلي تنهي أيضًا جميع الاتصالات مع سمير. يذهب إلى مكان عملها لمحاولة المصالحة، لكن ميلي تمنعه.
في إحدى الليالي بعد العمل، يطلب زملاؤها في العمل من ميلي وضع بعض الصناديق في الثلاجة قبل أن تغادر. وبينما كانت تفعل ذلك، قام مديرها، سودهير مالكوتي، بحبسها بالداخل عن طريق الخطأ، معتقدًا أنه لا يوجد أحد بالمطعم. مع انخفاض درجات الحرارة ببطء، لتصل في النهاية إلى -18 °C، يجب على ميلي البقاء على قيد الحياة في درجات الحرارة الباردة المتجمدة. تحاول منع مروحة العادم ولكن ينتهي الأمر بخلع ساقها. بدأت تصاب بقضمة الصقيع.
يبدأ نيرانجان بالقلق من أن ميلي لم تصل إلى المنزل لأن الوقت أصبح متأخرًا. يبحث عن ميلي بمساعدة جاره. يلجأون إلى الاتصال بجميع زملائها في العمل، لكن يبدو أن لا أحد منهم يعرف أي شيء. سمير، الذي كان في طريقه إلى دلهي على مضض من أجل الحصول على وظيفة، يعود بعد سماعه أن ميلي مفقودة وينضم أيضًا إلى التحقيق، مما أثار استياء نيرانجان. يشك نيرانجان وجاره باستمرار في أن سمير يعرف شيئًا لا يعرفانه. يبدو أن فريق البحث يتزايد كل ساعة، ويحاول عدة مرات الاتصال بمركز الشرطة والحصول على المساعدة، ولكن بدلاً من ذلك يتم استقبالهم باستجابات غير مبالية من قبل المفتش المساعد ساتيش راوات، الذي يخبرهم أن ميلي ربما هربت للتو مع سمير وأن يستمروا في البحث بمفردهم.
في النهاية، سئم فريق البحث من استجابة الشرطة التي يحصلون عليها، كما سئم شريك راوات. يقررون الذهاب إلى مركز الشرطة لتقديم قضية لميلي، وبدلاً من ذلك يستقبلهم راوات، وهنا يدركون أنه نفس الشرطي الذي ألقى القبض على سمير وميلي في وقت سابق. وهو يصر على أن سمير وميلي هربا معًا وأن سمير يكذب. على الرغم من أنه لم يصدق براءة سمير في البداية، إلا أن نيرانجان يحاول الدفاع عنه، مما يسبب التوتر بين راوات وفريق البحث. يصل رئيس راوات، المفتش رافي براساد، إلى المحطة، ويوبخ راوات على سلوكه ويطمئن نيرانجان وسامير بأنهم سيبذلون قصارى جهدهم للعثور على ميلي. من هذه النقطة، يتولى براساد القضية.
في هذه الأثناء، تحاول ميلي يائسة إنقاذ نفسها، بينما يظل هاتفها في المطعم يرن كل بضع دقائق بمكالمات من والدها. في مرحلة ما، وجدت ميلي فأرًا، وحاولت إنقاذ حياته بالإضافة إلى حياتها. تبدأ الفأرة في الشعور بالضعف الشديد، وتغطي نفسها بالصناديق لمحاولة البقاء دافئة؛ ويموت الفأر في النهاية بسبب انخفاض حرارة الجسم.
راوات، يشعر بالإهانة والانزعاج من براساد وفريق البحث، ويحاول عمدًا عدم مساعدتهم. تبلغ شركة "سايبر سيل"، وهي القسم الذي يتولى التعامل مع التكنولوجيا في القضايا، راوات أن آخر موقع للبرج من هاتف ميلي كان في المركز التجاري الذي تعمل فيه. يتعمد راوات تأخير إخبار براساد بهذا الخبر.
يتذكر سمير فجأة حادثة عندما قام بعض سائقي السيارات الذين كانوا يتسكعون أمام المركز التجاري حيث تعمل ميلي بالتحرش بها ذات يوم، مما دفع سمير وأصدقائه إلى ضربهم. ويخبر فريق البحث أنه من المحتمل أنهم قد فعلوا لها شيئًا انتقامًا. يصل فريق البحث إلى المركز التجاري للاستفسار عن سائقي السيارات، حيث ينفي الشخص الذي قام بمضايقة ميلي الاتهامات، حيث لديه ذريعة.
بعد أن شعروا بالهزيمة والضياع، التقت المجموعة بحارس المركز التجاري، الذي قال لهم إنه لا يعتقد أن ميلي غادرت المركز التجاري. تتسارع المجموعة داخل المركز التجاري، ويبحث الجميع في كل مكان عن ميلي. في الوقت نفسه، يتسبب أحد النزلاء في مركز الشرطة عمدًا في إثارة مشهد بعد سماعه راوات وشريكه يتجادلان حول رسالة سايبر سيل. بينما يتعامل راوات مع السجين، يسرق شريكه هاتفه، ويرسل الأخبار المحدثة إلى براساد.
عندما كان نيرانجان على وشك الاستسلام، رأى طبقًا معدنيًا يسقط من فتحة تهوية في المركز التجاري. يمسك بالمجموعة، ويكتشفون أن الفتحة تؤدي إلى الثلاجة المجمدة في مطبخ دوون. وسرعان ما اندفعوا إلى الثلاجة ليجدوا ميلي مغمى عليها على الأرض، في مراحلها الأخيرة من انخفاض حرارة الجسم. تم نقلها إلى المستشفى لتلقي العلاج.
في اليوم التالي، تلتقي ميلي بوالدها وسمير، وتكون سعيدة للغاية لرؤية أن الموقف بأكمله قد جعل سمير ونيرانجان أقرب؛ لقد أصبحا يحبان ويقبلان بعضهما البعض. نيرانجان يمنح ميلي وسامير مباركته، وتقرر ميلي إلغاء خططها للسفر إلى كندا. في هذه الأثناء، حذر براساد مالكوتي من تركيب جهاز إنذار في ثلاجة التخزين، وإلا سيتم إلغاء ترخيص مطعمه. يصل الحارس إلى المستشفى، ويسأله نيرانجان كيف كان متأكدًا من أن ميلي لم تغادر المركز التجاري أبدًا. يتذكر حقيقة أنه يلاحظ دخولها وخروجها من المركز التجاري كل يوم، لأنها الشخص الوحيد الذي يبتسم له بالفعل؛ فهو لم ير ابتسامتها في طريق خروجها في اليوم الذي اختفت فيه. عندما يسأل الحارس نيرانجان عن اسم ابنته، يجيب بفخر: "ميلي".

## الممثلون
- جانفي كابور في دور ميلي نوديال
- ساني كوشال في دور سمير كومار
- مانوج باهوا في دور نيرانجان نوديال
- سيما باهوا في دور ديفكي نيغي
- جاكي شروف في دور سجين (ظهور خاص)
- هاسلين كور في دور هاسلين
- راجيش جايس في دور موهان تشاتشو
- فيكرام كوشار في دور سودهير مالكوتي
- أنوراغ أرورا بدور إس آي ساتيش روات
- سانجاي سوري في دور المفتش رافي براساد
- جوغيندر جوييت في دور شيام
- راجاف بيناني في دور لادو
- ريشاد محمود في دور هريدوي

## إنتاج
في أغسطس 2020، اشترى بوني كابور حقوق إعادة إنتاج الفيلم المالايالامي هيلين (2019) باللغة الهندية.  تم الإعلان عن عنوان النسخة الجديدة، ميلي، بعد عام واحد.  تم الاحتفاظ بماثوكوتي زافيير، مخرج الفيلم الأصلي، لإعادة إنتاجه أيضًا.  تذكر في عام 2021 أنه رفض عرضًا لإعادة إنتاج فيلم هيلين باللغة الهندية، ولكن عندما اتصل به كابور الذي أراد أن تلعب ابنته جانفي دور البطولة في إعادة إنتاج محتملة، وافق.  عمل نوبل بابو توماس الذي لعب دور الشخصية الرئيسية في فيلم هيلين كمخرج إبداعي لإعادة إنتاج الفيلم.  تم تعيين ريتيش شاه ككاتب سيناريو للمساعدة في تكييف السيناريو ليناسب الجمهور الناطق باللغة الهندية. تم الاحتفاظ برانجيث أمبادي، فنان المكياج الأصلي، في نفس المنصب.
تلعب جانفي دور الشخصية الرئيسية، ميلي نوديال.  ساني كوشال، الذي يجسد دور صديق ميلي،  لم يسعَ إلى تقليد نوبل بابو توماس، الذي جسد الدور في الأصل، بل سعى إلى تقديم تفسيره الخاص. كان ماثوكوتي زافيير يفكر في أن يجسد بوني دور والد ميلي، لكنه قرر عدم القيام بذلك لأنه شعر أنه من "المبالغة" أن يجسد والد الشخص الحقيقي دور والده على الشاشة أيضًا. ذهب الدور إلى مانوج باهوا. 
كان من المفترض أن يبدأ التصوير الرئيسي في يونيو 2021، ولكن تم تأجيله بسبب الموجة الثانية من جائحة كوفيد-19 في الهند.  بدأت في النهاية في 5 أغسطس 2021 في مومباي.  تم تصوير المشاهد التي تصور ميلي عالقة في ثلاجة تخزين في ثلاجة تخزين حقيقية. تم تصوير هذه المشاهد، إلى جانب مشاهد داخلية أخرى، في مومباي، بينما تم تصوير المشاهد التي تصور المركز التجاري الذي تعمل فيه ميلي في دهرادون بسبب إغلاق مراكز التسوق في مومباي في ذلك الوقت. خضعت جانفي لـ"تحضير مكثف" لتجسيد شخصيتها،  وقالت إن عملية التصوير أثرت عليها "جسديًا وعقليًا".   تم الانتهاء من التصوير في 26 نوفمبر 2021.  

## الموسيقى التصويرية
تم تأليف الموسيقى بواسطة أيه آر رحمن والكلمات كتبها جاويد أختر. تم إصدار الأغنية المنفردة الأولى "Sun Aye Mili" في 22 أكتوبر 2022.  تم إصدار الأغنية المنفردة الثانية "Tum Bhi Raahi" في 27 أكتوبر 2022. 
| #  | عنوان                     | المدة |
| -- | ------------------------- | ----- |
| 1. | "Tum Bhi Raahi"           | 4:15  |
| 2. | "Sun Aye Mili"            | 4:27  |
| 3. | "Main Toh Main Hoon"      | 3:47  |
| 4. | "Jeena Hoga"              | 3:41  |
| 5. | "Tum Bhi Raahi" (Reprise) | 2:19  |

## روابط خارجية
- ميلي على موقع IMDb (الإنجليزية)
- ميلي على موقع روتن توميتوز (الإنجليزية)
- ميلي على موقع قاعدة بيانات الفيلم (الإنجليزية)
- ميلي على موقع ليتربوكسد (الإنجليزية)
- ميلي على موقع كينوبويسك (الروسية)